# El crisol
El crisol é uma telenovela mexicana, produzida pela Televisa e exibida em 1964 pelo Telesistema Mexicano.

## Elenco
- Tony Carbajal
- Teresa Grobois
- Alicia Gutiérrez
- Manuel López Ochoa